# I miserabili
I miserabili  (Les Misérables) è un romanzo sociale di Victor Hugo, pubblicato nel 1862 e considerato uno dei più eccelsi romanzi del XIX secolo europeo, fra i più popolari e letti dell'epoca. Suddiviso in 5 volumi, il libro è ambientato in un arco temporale che va dal 1815 al 1832, dalla Francia della Restaurazione post-napoleonica alla 
rivolta antimonarchica del giugno 1832. L'opera narra le vicende di numerosi personaggi: in particolare la vita dell'ex galeotto Jean Valjean e le sue lotte per la redenzione durante 20 anni di storia francese, con digressioni sulle vicende della Rivoluzione francese, sulle Guerre napoleoniche - in particolare la battaglia di Waterloo - fino alla Monarchia di luglio.
I suoi personaggi appartengono agli strati più bassi della società francese dell'Ottocento, i cosiddetti "miserabili" - persone cadute in miseria, ex forzati, prostitute, monelli di strada, studenti in povertà - la cui condizione non era mutata né con la Rivoluzione né con Napoleone, né con Luigi XVIII. È una storia di cadute e di risalite, di peccati e di redenzione. Hugo santifica una plebe perseguitata, ma intimamente innocente e generosa; la legge, che dovrebbe combattere il male, spesso lo incarna, come l'inesorabile personaggio di Javert. Il grande eroe è il popolo, rappresentato da Jean Valjean, fondamentalmente buono e ingiustamente condannato per un reato insignificante. Hugo riassunse così l'opera: «Il destino e in particolare la vita, il tempo e in particolare il secolo, l'uomo e in particolare il popolo, Dio e in particolare il mondo, ecco quello che ho cercato di mettere in quel libro». Nel racconto fluviale ci sono descrizioni e giudizi di grande rilevanza storica, che permettono di collocare i personaggi nel loro contesto storico-sociale: la battaglia di Waterloo, l'architettura della città di Parigi, la visione sul clero e i monasteri dell'epoca, le opinioni sulla società e i suoi mali, il quadro plumbeo della Francia della Restaurazione.

## Trama
Il testo si apre con le vicissitudini del vescovo di Digne in data 1815, il monsignor Charles-François-Bienvenu Myriel, che ricopriva questa posizione già dal 1806. Considerato un giusto per via della sua rettitudine e del suo interesse per i poveri, proprio per questo non è ben accetto dagli altri porporati, ancora sostenitori del regime pre-rivoluzionario. È lui il personaggio principale del libro primo.
Jean Valjean, giovane potatore a Faverolles, dovendo provvedere alla sorella e ai figli di questa, per disperazione si trova costretto a rubare un misero tozzo di pane; per questo "crimine" viene ingiustamente e abominevolmente condannato a ben cinque anni di lavori forzati nel carcere di Tolone, pena che viene allungata di ulteriori 14 anni a seguito di vari, più che legittimi, tentativi falliti di evasione. Viene infine liberato dal carcere a seguito di un'amnistia nei primi giorni del 1815, dopo 19 anni di reclusione; in questa data egli ha 46 anni, si può perciò comprendere che l'uomo fosse entrato in carcere a 27 (nel 1796, ovvero ancora durante la Rivoluzione) e che fosse nato nel 1769.
All'uscita dal carcere Valjean si trova a vagabondare per diversi giorni attraverso il sud-est della Francia, vedendosi chiudere in faccia ogni alloggio e ogni opportunità a causa del suo passato di galeotto, confermato dal passaporto giallo che ha con sé, che lo identifica come un reietto della società. Gli è fatto obbligo di presentare il documento ovunque si rechi. Questa situazione finisce per esasperare il risentimento e l'odio che Valjean prova nei confronti della società e di tutto il genere umano, fino a spingerlo a comportamenti improntati a una fredda malvagità d'animo. Nel frattempo, giunto, nei suoi vagabondaggi, nella città di Digne, ha la fortuna di imbattersi nel vescovo della città, Monsignor Myriel, ex aristocratico rovinato dalla Rivoluzione francese e costretto all'esilio, trasformatosi, dopo una crisi spirituale, in un pio e giusto uomo di Chiesa dall'eccezionale altruismo.
In un primo momento Valjean diffida del prelato, temendo che l'accoglienza in casa sua e il tentativo di redimerlo dai suoi vecchi peccati sia un segno di opportunismo; giunge anzi a rubare le posate d'argento del vecchio e a fuggire. Catturato dalla polizia, però, viene portato di nuovo di fronte al Vescovo, il quale lo difende dai gendarmi sostenendo che quelle posate fossero in realtà un dono, e anzi lo rimprovera di non avere preso anche i candelabri d'argento, fino ad allora gli unici oggetti di lusso tenuti da Myriel. Attraverso quel gesto, il monsignore conquista l'anima di Jean Valjean e la consacra a Dio. Scosso e turbato dalla carità del vescovo, Valjean cade in uno stato d'animo confuso e, rilasciato quella stessa notte, commette un nuovo furto, rubando ad un bambino una moneta d'argento senza capire quale sia veramente il suo stato sociale. Quando comprende ciò di cui si è reso colpevole, Valjean, colto da una grave crisi di identità, capisce ciò che il vescovo aveva cercato di comunicargli e matura la decisione di cambiare vita, seguendo l'esempio del caritatevole prelato.
Quello stesso anno, il 1815, Jean Valjean – ancora ricercato per i furti commessi – si stabilisce a Montreuil-sur-Mer dove, grazie al denaro del vescovo, riesce ad impiantare una fiorente industria di bigiotteria e a diventare un cittadino rispettabile, celando il proprio passato e assumendo la falsa identità di Monsieur Madeleine.
I suoi gesti di bontà e di carità verso i poveri lo rendono presto molto amato dagli abitanti della cittadina, che giungono a nominarlo sindaco di lì a pochi anni. Solo l'ispettore di polizia locale, Javert, che era stato secondino a Tolone, nutre alcuni dubbi sul suo passato ed inizia a sospettare la sua reale identità. Frattanto Valjean incontra una poverissima donna, Fantine, ex impiegata in una delle sue fabbriche licenziata – a sua insaputa – dalla direttrice del personale perché ragazza madre, una condizione stigmatizzata dalla morale corrente. Deciso ad aiutare la donna, gravemente ammalata, Valjean/Madeleine la salva dalla prigione in cui Javert, venuto ad arrestarla per un'aggressione ai danni dell'aristocratico che l'aveva importunata mentre esercitava l'attività di prostituta, voleva spedirla. Aggravatasi la malattia di Fantine, Valjean le promette di farla ricongiungere alla figlia Cosette, che Fantine stessa aveva affidato cinque anni prima a una coppia di locandieri di Montfermeil.
Contemporaneamente però Valjean/Madeleine viene a sapere che, a causa di uno scambio di identità, un uomo catturato dalla polizia ad Arras è stato ritenuto essere l'evaso Jean Valjean e rischia come tale l'ergastolo. Pur rendendosi conto che l'evento potrebbe volgere a suo vantaggio, eliminando per sempre i sospetti sul suo passato, l'ex-forzato non può permettere che un innocente venga incriminato al suo posto; dopo una notte di angosce e di indecisione, si reca in tutta fretta sul luogo del processo e si autodenuncia al giudice, rivelando la propria identità e scagionando così il suo "alter ego".
Tornato a Montreuil-sur-Mer, Valjean ha appena il tempo di assistere alla morte di Fantine prima che la polizia, con Javert in testa, venga ad arrestarlo. Riesce a sfuggire una prima volta alla cattura, viene in seguito ripreso ma riesce ad evadere e a simulare la sua morte. Questi eventi avvengono nel 1823, all'epoca in cui Jean Valjean ha 54 anni.
Fuggito di galera, Valjean si reca a Montfermeil dove scopre le crudeli condizioni in cui i Thénardier, proprietari della locanda tutori di Cosette, costringono a vivere la piccola, trattata al pari di una serva e privata di ogni affetto e calore. I Thénardier, infatti, rappresentano quella gente di umili origini che è riuscita a migliorare la propria condizione sociale e ha assunto una mentalità egoista e un carattere autoritario come quello dei peggiori aristocratici. Dietro pagamento di un'ingente somma e valendosi anche del proprio vigore fisico, Valjean - descritto come un uomo dalla corporatura imponente e dalla forza erculea, riscatta la bambina e si nasconde con lei a Parigi in un'umile casa. Scovato anche qui dall'instancabile Javert, divenuto ispettore nella capitale, Valjean è costretto nuovamente alla fuga e riesce a nascondersi con Cosette in un convento cittadino di monache di clausura, il Petit-Picpus, nel quale trova rifugio grazie all'intercessione del giardiniere, Monsieur Fauchelevent, un ex carrettiere a cui aveva salvato la vita tempo addietro a Montreuil.
Trascorre in convento quasi sei anni, celandosi sotto l'identità di fratello del giardiniere, Ultime Fauchelevent, che resterà da allora in poi il suo nome "ufficiale". Cosette e Valjean escono dal convento nel 1829 per decisione dello stesso Valjean, che non voleva spingere la piccola a una vita monastica che l'avrebbe privata di una vita più piena e gioiosa. All'epoca il vecchio ha 60 anni e la bambina 14. Jean Valjean e Cosette prendono alloggio in a Parigi in Rue Plumet, ove vivono una vita modesta e ritirata ma dignitosa grazie ai risparmi che l'uomo era riuscito a mettere in salvo prima della sua cattura a Montfermeil; il denaro che questi aveva guadagnato come Monsieur Madeleine ammonta infatti a 600 000 franchi, che vengono nascosti con cura ai piedi di un albero in un bosco nei pressi di Montfermeil: da essi Valjean attinge però con estrema parsimonia considerandoli la dote di Cosette.
Nel corso delle lunghe passeggiate dei due nei Giardini del Lussemburgo, la giovane Cosette nota un giovane, Marius, studente universitario, liberale, repubblicano e bonapartista di buona famiglia ma praticamente diseredato a seguito di una lite, per motivi politici, con il nonno, un nostalgico e spietato monarchico. Figlio di un ufficiale napoleonico sopravvissuto a Waterloo, cresciuto in ambienti reazionari cari al nonno materno, il giovane Marius riscopre l'identità del padre e l'amore per la Rivoluzione e l'Imperatore. Arrivato tardi al capezzale del genitore morente, mostrerà venerazione per il padre rispettandone le ultime volontà redatte nel testamento: qualora Marius ritrovasse un tale Thénardier, farà di tutto per renderlo felice. Quell'uomo, secondo quanto scritto dal padre, lo salvò dalla morte sul campo di battaglia di Waterloo. In realtà Thénardier, poi divenuto con la moglie proprietario della locanda, estrasse il corpo dell'ufficiale dal cumulo di corpi (dove sarebbe soffocato) solo per depredarlo di eventuali ricchezze. Per Marius ripagare quel debito diventa lo scopo di una vita, dato che non conosce la verità: i Thérnadier gli mentono affermando che il padre fu portato via in spalla durante la battaglia sotto il fuoco nemico.
Nel frattempo, Jean Valjean cade in un tranello tesogli da Thénardier, che, caduto in disgrazia, era divenuto capo di una banda di malavitosi parigini e che, a conoscenza della ricchezza dell'ex-forzato, lo attira in casa sua e lo rapisce. Valjean riesce però a salvarsi grazie a Marius, che, venuto a sapere per caso del piano di Thénardier, suo vicino di casa, attraverso un buco sulla parete che divide i due alloggi, allerta la polizia: in questo modo però, interviene sul luogo del delitto proprio il terribile Javert. Nella confusione Valjean riesce a dileguarsi calandosi da una finestra, sfuggendo così sia ai banditi sia alle forze dell'ordine.
Marius, intanto, scoperta l'abitazione di Cosette e del padre grazie ad Éponine (figlia maggiore dei Thénardier, segretamente innamorata del giovane), inizia a tessere con la giovane una platonica ma intensa relazione d'amore, all'insaputa di Valjean. Quando però Valjean, preoccupato per l'incolumità della figlia, le comunica la sua intenzione di trasferirsi con lei in Inghilterra, i due amanti si trovano costretti alla separazione. Marius, disperato e impotente, decide di uccidersi: scrive una lettera con le sue ultime volontà e la consegna a Gavroche, monello di strada figlio dei Thérnadier, da recapitare a Cosette. Si avvia poi verso il centro cittadino, dove stanno intanto divampando gli scontri fra rivoluzionari repubblicani e soldati di Luigi Filippo e si unisce ai suoi amici rivoltosi capeggiati dal carismatico Enjolras cercando la morte sulle barricate.

La libertà che guida il popolo, quadro di Delacroix che probabilmente ispirò il IV Tomo del romanzo

Mentre infuriano gli scontri della notte fra 5 e 6 giugno 1832, Jean Valjean viene a scoprire, tramite una lettera scritta da Cosette a Marius, il legame fra i due, da lui nemmeno sospettato e rimane sconvolto dalla notizia. Quella stessa notte, Gavroche gli recapita il messaggio scritto per Cosette dal giovane dalla barricata e riesce a tornare in tempo per aiutare i suoi compagni assediati, e in quella circostanza morirà. Valjean scopre l'intenzione del giovane di suicidarsi e si avvia egli stesso alla barricata. Qui, nell'infuriare degli scontri, ritrova Javert, fatto prigioniero dei rivoltosi e da questi condannato a morte. Tramite un sotterfugio, l'ex forzato si incarica dell'esecuzione dell'ispettore ma, nascosto dietro a un muro simula l'uccisione ma in realtà risparmia il poliziotto. Poi, mentre polizia e Guardia Nazionale irrompono nella barricata, porta in salvo Marius, colpito e privo di sensi e lo sottrae alla cattura e alla morte portandolo sulle spalle in un impressionante viaggio attraverso le fogne parigine.
Nel dedalo della cloaca, Valjean incontrerà Thénardier, rifugiatosi lì per sfuggire all'ispettore Javert, appostato nei pressi. Mentre l'ex-forzato riconosce l'antico locandiere di Montfermeil, quest'ultimo non riconosce Valjean. Scambiatolo per un assassino, gli accorda la libertà aprendo l'inferriata che affaccia sulla Senna in cambio della spartizione del bottino rubato al presunto defunto che portava in spalla. Finite le contrattazioni, all'uscita della fogna l'ex forzato si imbatte però in Javert che lo arresta e lo conduce con sé in una carrozza. Dopo aver depositato l'esanime Marius a casa del nonno, Javert riconduce Valjean a casa sua e, con suo sommo stupore, lo lascia libero di andarsene. In seguito, l'integerrimo ispettore di polizia, incapace di conciliare la riconoscenza che deve al criminale che gli ha salvato la vita con quella di tutore della legge, sceglie di togliersi la vita gettandosi nella Senna.
Marius, ristabilitosi dalle ferite e riconciliatosi con il nonno, sposa Cosette – con il beneplacito di Jean Valjean – nel 1833. Dopo il matrimonio, questi, pur avendo ricevuto l'offerta di vivere con la novella coppia nella loro casa (come già era successo a Montreuil), comprende di non poter anteporre la propria felicità a quella di Cosette e di non poter permettere che il proprio passato metta in pericolo la futura vita della giovane. Perciò, preso in disparte Marius, lo mette a conoscenza dei suoi precedenti di galeotto e accetta con profondo dolore di separarsi definitivamente da Cosette.
Lontano dalla figlia adottiva, solo e depresso, il sessantaquattrenne Jean Valjean inizia a risentire quasi improvvisamente del peso dei suoi anni, ammalandosi gravemente. Quando, nel giugno 1833, Marius viene fortuitamente a sapere, proprio grazie al malvagio Thénardier – che dal canto suo meditava una ennesima truffa ai danni del giovane – di dovere la vita a Jean Valjean, fa appena in tempo a correre da lui con Cosette e a dare il tempo al vecchio di vedere un'ultima volta prima di morire l'amata figlia adottiva. Valjean, rasserenato dalla visita di Cosette, esala l'ultimo respiro sotto la luce delle candele poste sui candelabri donatigli dal vescovo di Digne, al cui esempio deve la propria redenzione.
Stando a quanto si apprende nell'ultimo paragrafo del romanzo, la sua tomba viene posta nel cimitero di Père-Lachaise, anonima se non per un'iscrizione tracciata a matita che recita:
(I Miserabili, Tomo V libro nono, traduzione italiana di Marisa Zini, Arnoldo Mondadori Editore)

## Personaggi

### Personaggi principali

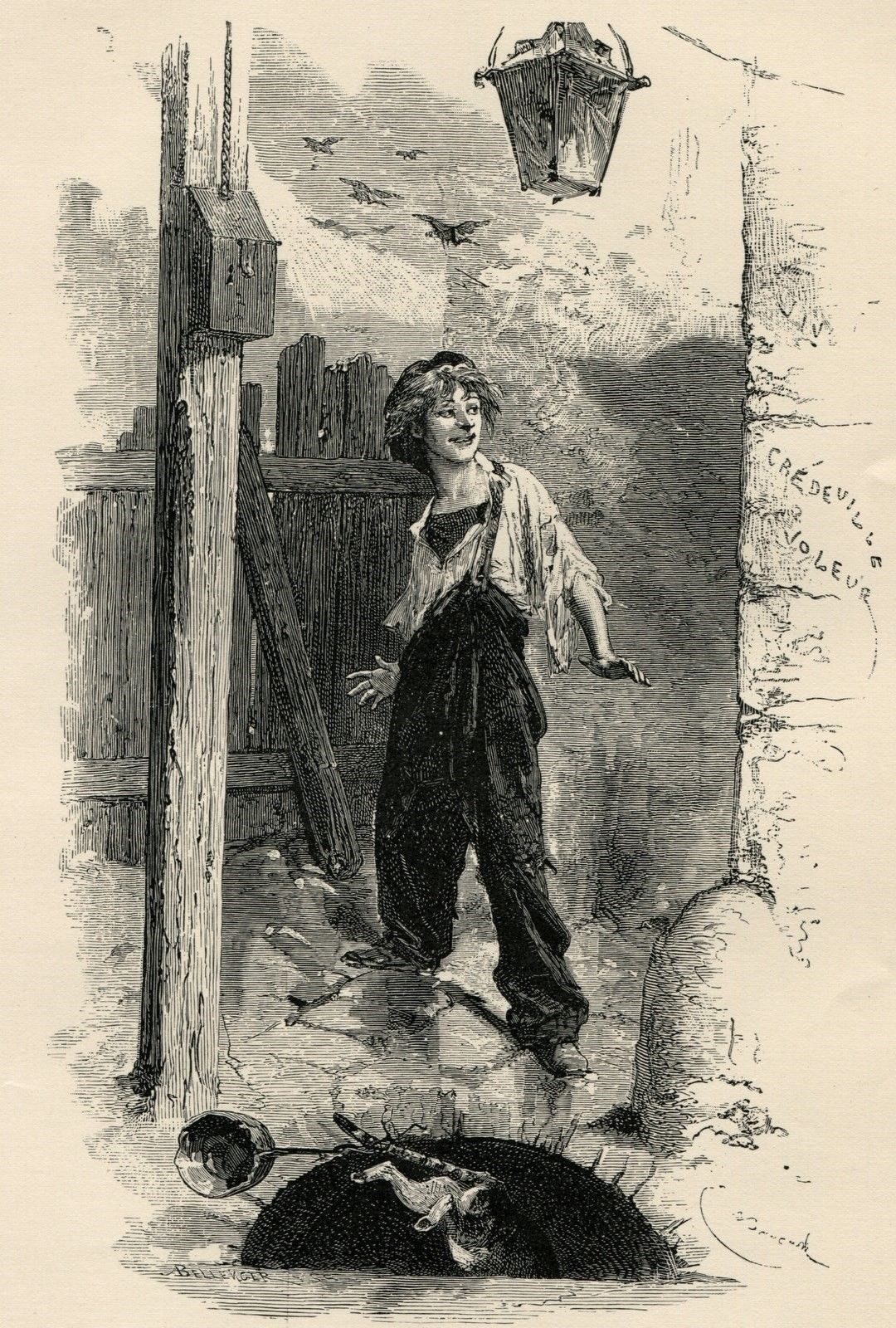
Gavroche disegnato da Emile Bayard

- Jean Valjean – Ex forzato perseguitato dalla legge, ma di sconcertante umanità e bontà. Diviene il padre adottivo di Cosette, prodigandosi per lei.
- Javert – Poliziotto ed ispettore di primo grado, irreprensibile tutore della legge, fa della cattura di Jean Valjean uno scopo di vita, fino al loro drammatico faccia a faccia finale.
- Fantine – Giovinetta parigina abbandonata dal suo amante, dal quale ha una figlia, Cosette. Per provvedere ai suoi bisogni va a cercare fortuna lasciandola in affidamento ai Thénardier, senza immaginare la loro crudeltà, fino a morire di stenti malgrado l'intervento di Jean Valjean.
- Cosette – Figlia di Fantine, vive i primi otto anni della sua vita presso i Thénardier, dai quali è trattata come una schiava. In seguito viene tratta in salvo da Jean Valjean, che diventa il suo padre adottivo, e, divenuta adulta, si innamora di Marius.
- Marius Pontmercy – Giovane di buona famiglia, che abbandona in odio alle idee del nonno - vecchio monarchico nostalgico dell'Ancien Régime. Per orgoglio, rinuncia alla rendita familiare, vive in povertà e diviene amico di Enjolras e dei suoi, che rafforzano i suoi ideali liberali e repubblicani. Si innamora di Cosette.
- I Thénardier – Coppia di malvagi locandieri che allevano Cosette trattandola peggio di una serva; in seguito, caduti in disgrazia, si uniscono a una banda di criminali e tagliagole parigini, di cui Monsieur Thénardier diviene il capo.
- Gavroche – Figlio mai amato né sopportato dei Thénardier, monello di strada. Riesce a trovare e a proteggere gli altri due suoi fratelli minori (a sua insaputa) ma solo per un brevissimo lasso di tempo.[2]
- Éponine – Figlia maggiore dei Thénardier, innamorata di Marius cui salva la vita due volte (prima sviando il padre e la sua banda dall'abitazione di Cosette, poi sacrificandosi al posto suo sulla barricata) e ritrova la dimora di Cosette, sebbene il giovane ignori i sentimenti della sua salvatrice fino al momento della sua morte.
- Enjolras – Capo degli studenti rivoluzionari che combattono sulla barricata del 5 giugno 1832.

### Personaggi secondari

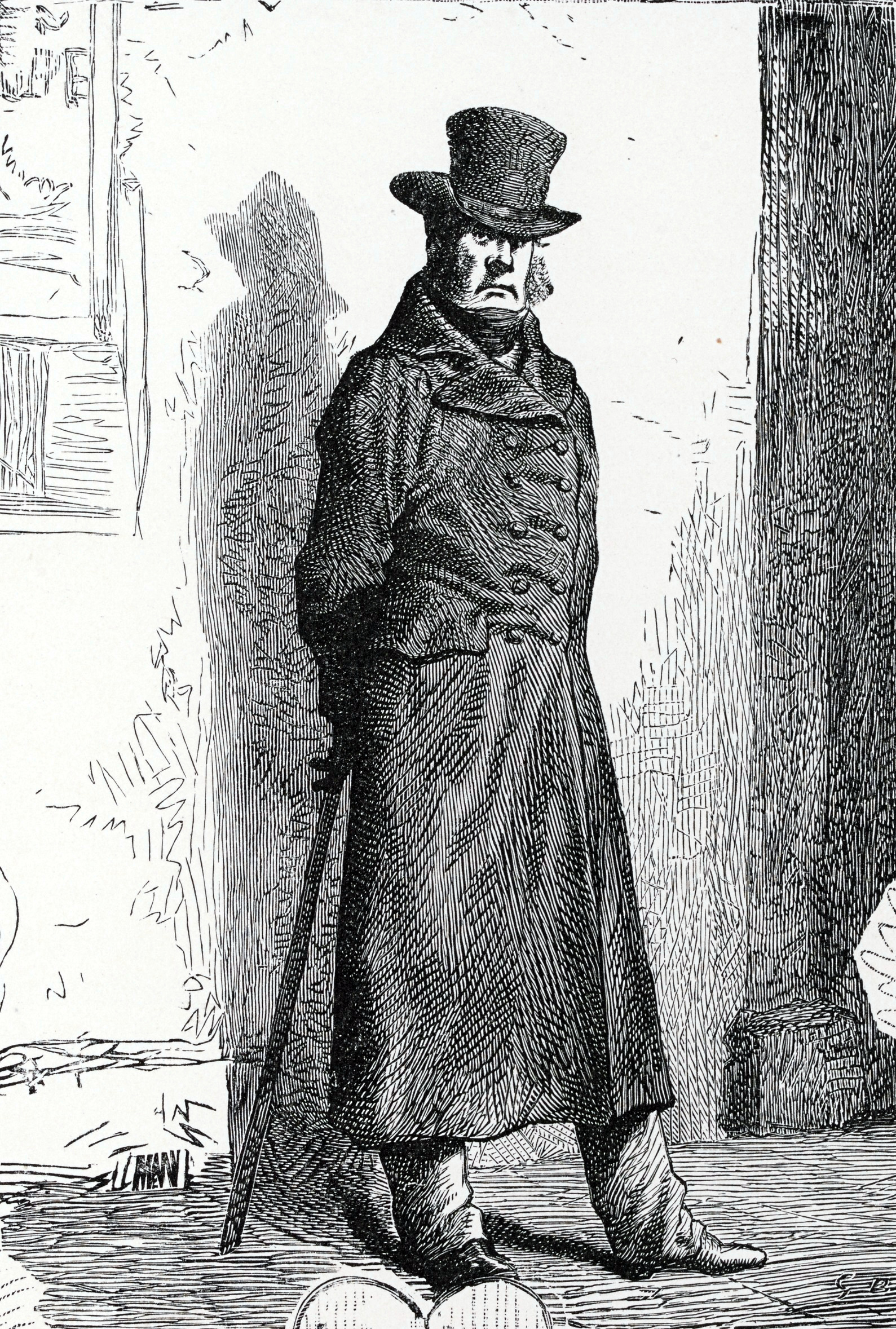
Javert disegnato da Gustave Brion

- Monseigneur Myriel – Vescovo di Digne, uomo di chiesa di eccezionale levatura morale. È il primo personaggio presentato nel romanzo (il primo libro del primo tomo è infatti dedicato interamente a lui) e la sua presenza pervade l'intera vicenda, in quanto i suoi insegnamenti ed il suo esempio sono di stimolo perenne a Jean Valjean a proseguire nella strada della redenzione.
- Père Fauchelevent – Un vecchio carrettiere che viene salvato da Jean Valjean a Montreuil-sur-Mer, e in seguito paga il suo debito aiutando l'ex forzato braccato a rifugiarsi con Cosette nel convento di cui è giardiniere, lavoro che Jean, a suo tempo, era riuscito a trovare per lui.
- Monsieur Gillenormand – Nonno di Marius, è un vecchio borghese le cui idee reazionarie costringono il nipote a fuggire di casa più di una volta. Tuttavia il vecchio nutre anche un sincero amore per Marius, ed è pronto ad accoglierlo in casa, ferito, dopo gli eventi del 5 giugno.
- Azelma – Figlia minore di Thénardier, rimane con il padre fino all'ultimo, aiutandolo nelle sue truffe e nei suoi delitti.
- Monsieur Mabeuf – Ex soldato, amante dei fiori e dei libri, è amico di Marius e lo aiuta a conoscere e comprendere la figura dell'eroico padre. Muore sulla barricata, con un'azione eroica, dopo essere caduto nella miseria più nera.

## Struttura dell'opera
Il romanzo è suddiviso in cinque parti, o "tomi", a loro volta suddivisi in più libri e ancora in capitoli. In essi, oltre al dipanarsi delle vicende narrate, trovano posto delle ampie digressioni di carattere storico, sociale, filosofico o semplicemente lirico, che vanno a costituire una grande panoramica delle idee e delle opinioni dell'autore su un'ampia varietà di temi, dai più pratici come quelli politici e sociali, alle meditazioni sull'animo umano e sull'amore.
I cinque tomi in cui è divisa l'opera sono:
- Primo tomo: Fantine, nel quale si narrano le vicende dalla scarcerazione di Jean Valjan ed il suo incontro con il Vescovo Myriel alla sua successiva fuga da Javert, dopo la morte di Fantine ed il processo a Champmatieu
- Secondo tomo: Cosette, nel quale si narrano le vicende dall'incontro di Jean Valjan con Cosette alla loro fuga nel convento del Petit-Picpus, ancora per sfuggire a Javert. Il primo libro del tomo è tuttavia un'ampia rievocazione storica, pressoché slegata dalla narrazione, delle vicende della Battaglia di Waterloo. Un altro libro è dedicato alla descrizione dei conventi e alle considerazioni dell'autore sulla vita monastica.
- Terzo tomo: Marius, dedicato quasi interamente, come da titolo, al personaggio di Marius, alla sua vita giovanile, alle sue idee politiche ed alla sua ribellione all'ambiente familiare, vi si narra inoltre del primo incontro a distanza fra questi e Cosette - nel frattempo divenuta diciassettenne ed uscita dal convento - e dell'innamoramento fra i due. Il tomo si apre con una digressione sui monelli vagabondi di cui era piena la Parigi del XIX secolo, e che funge da introduzione all'ingresso in scena di Gavroche.
- Quarto tomo: L'idillio di rue Plumet e l'epopea di rue Saint-Denis, nel quale viene narrato l'amore fra Marius e Cosette, e gli scontri del 5 giugno 1832 sulla barricata di rue Saint-Denis. In questo tomo, che Hugo dichiarò una volta essere il vero "cuore del romanzo"[3], vengono inoltre descritti gli eventi della rivoluzione e della Monarchia di Luglio, e sviscerate le ragioni della protesta popolare del giugno 1832.
- Quinto tomo: Jean Valjean, nel quale si narrano le vicende dalla fuga di Jean Valjean e Marius dalla barricata attraverso le fogne, la storia e la costruzione dei canali di scarico dei liquami della città, fino al matrimonio di Cosette e Marius, e della morte di Jean Valjean che chiude il romanzo.

## Genesi del romanzo

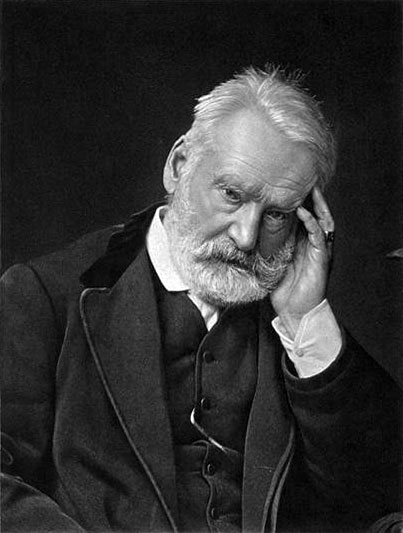
Victor Hugo

La gestazione dell'opera fu lunga e difficoltosa; occorsero più di quindici anni fra la prima ideazione e la stesura definitiva. Hugo si era già interessato dei problemi della giustizia sociale e della dignità umana nei suoi romanzi L'ultimo giorno di un condannato a morte (Le Dernier Jour d'un condamné, 1829) e Claude Gueux (1834), nei quali si scagliava con foga contro le ingiustizie e in particolare contro la pena di morte; ma formulò appieno l'idea di un romanzo interamente incentrato sugli "ultimi" e sulla miseria solo nel 1845, quando stese il primo abbozzo di un'opera che intitolò provvisoriamente Les Misères. Tuttavia, lo sviluppo del romanzo si interruppe nel 1848 e lo scrittore si dedicò invece ad un pamphlet intitolato Discours sur la misère, che pubblicò nel 1849. Hugo rimise mano al romanzo quasi dieci anni più tardi, durante il suo esilio, e ne terminò la scrittura definitiva nel 1862. L'opera venne pubblicata col titolo Les Misérables nel 1862, dall'editore Lacroix.

## Accoglienza di critica e pubblico
Presentato in due parti, la prima pubblicata il 3 aprile 1862 e la seconda il 15 maggio dello stesso anno, il romanzo raccolse reazioni contrastanti. La stampa, soprattutto quella vicina al governo di Napoleone III, attaccò duramente l'opera, che venne giudicata a volte immorale, a volte troppo sentimentale e, per alcuni, troppo compiacente e celebrativa dei moti rivoluzionari. Charles Baudelaire espresse un giudizio ambivalente: da una parte definì il libro «immondo» e «inetto», ma dall'altra soggiunse che «contiene delle pagine che possono inorgoglire non soltanto la letteratura francese, ma anche la letteratura dell'Umanità pensante». Gustave Flaubert, che ammirava le opere del giovane Hugo nella sua fase romantica, espresse invece sentimenti di diffidenza per la sua opera della maturità, tanto da definire lo scrittore un «vecchio coccodrillo» e giudicando le sue digressioni filosofiche, come quelle de I miserabili, pesanti e fuori luogo e lo «stile intenzionalmente scorretto e volgare». Questo punto di vista fu d'altronde condiviso da tutti coloro che, come Verlaine, erano votati ad una separazione netta tra l'arte e l'impegno politico. Edmond e Jules de Goncourt attaccarono l'opera, additandola come un libro "falso", mentre Lamartine e Barbey d'Aurevilly la definirono «pericolosa»; lo stesso Lamartine, nella fattispecie, asserì che si trattasse d'un «libro pericolosissimo in due sensi: non solo perché spaventa le persone felici, ma perché suscita troppe speranze in quelle infelici».
Hugo rispose di sapere benissimo che parlare della miseria, la «cosa senza nome», e per questo di usare una «parola da galeotti», scandalizzasse i benpensanti, ma che ciò fosse necessario: «Io illumino la notte». Arthur Rimbaud, dal canto suo, esaltò invece il romanzo, parlandone come di un vero poema.
Per contro, il romanzo fu un enorme successo di pubblico, anche a livello delle classi operaie. Oltre ad essere letto e apprezzato da migliaia di lettori nella madrepatria, nello stesso anno della sua prima pubblicazione venne tradotto in molte lingue europee (fra le prime edizioni vi furono quelle in lingua italiana, inglese, portoghese e greca), che riscontrarono ovunque uno straordinario apprezzamento popolare.

## Edizioni italiane
- I miserabili, 10 voll., Milano, G. Daelli & C. Editori, 1862-63.
- I miserabili, 2 voll., Milano, Fratelli Simonetti, 1870.
- I miserabili, traduzione di Guido Rubetti, Firenze, Nerbini, 1902.

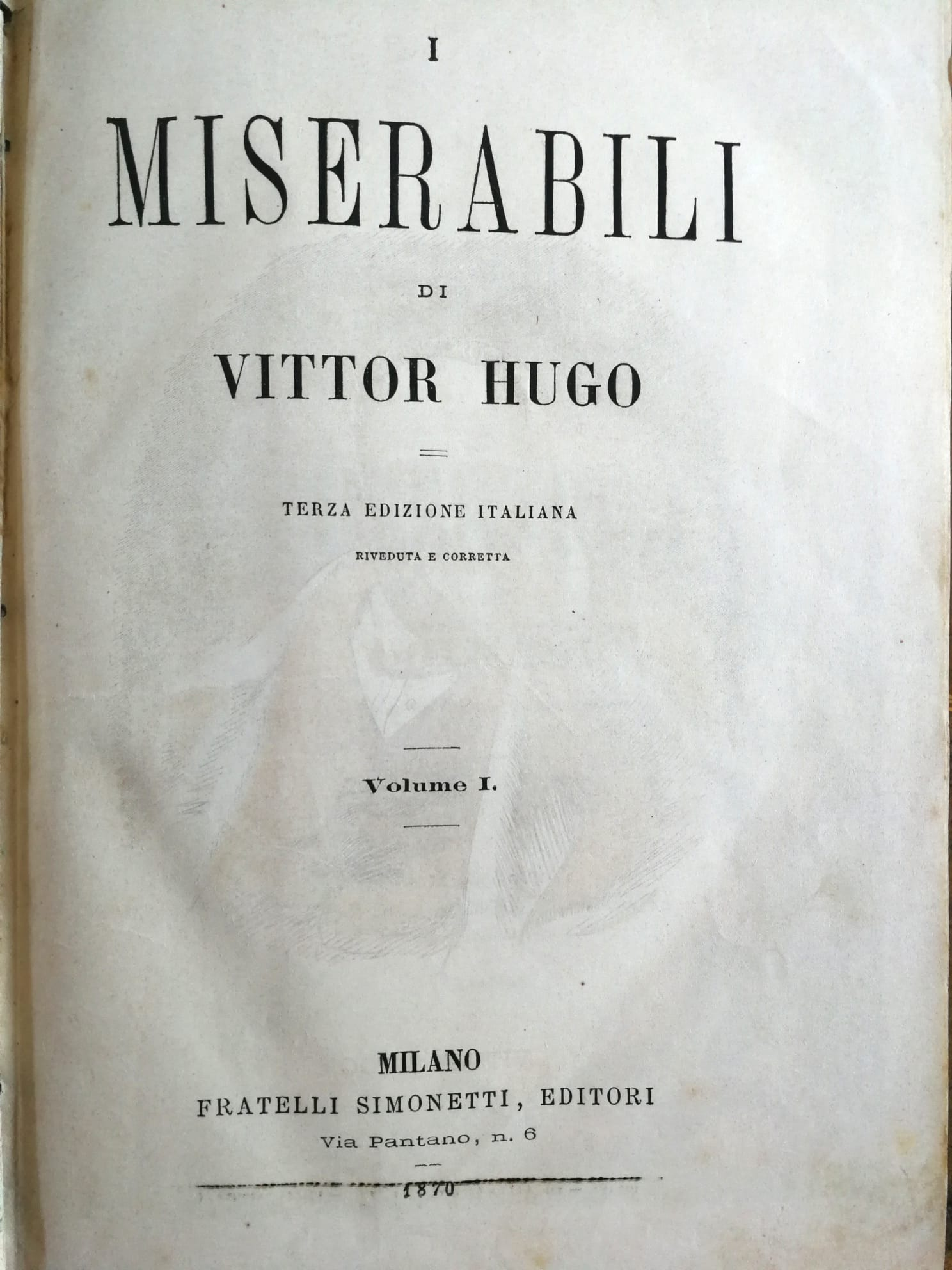
Frontespizio del primo volume della terza edizione italiana, pubblicata a Milano dai Fratelli Simonetti Editori nel 1870

- I miserabili, traduzione di Conte Carlo F. Siecond, Milano, Società Editoriale Milanese, 1907. - Milano, Aurora, 1936; Milano, Lucchi, 1954.
- I miserabili, trad. di P.L., Milano, Bietti, 1906.
- I miserabili, traduzione di B. Dell'Amore, 5 voll., Milano, Fratelli Treves, 1921.
- I miserabili, traduzione di Gian Carlo Tassoni, Milano, Facchi, 192?.
- I miserabili, traduzione di Omas, Firenze, Quattrini, 1927.
- I miserabili, traduzione di Renato Colantuoni, Milano, Barion, 1930. - Torino, Cavallotti, 1949; A cura di Silvia Spellanzon, Milano, Mursia, 1958 - a cura di L. De Maria, Mursia, 1988; illustrazioni di Renato Guttuso, Milano, Aldo Palazzi Ed., 1963; a cura di Giuseppe Anceschi, Collana I grandi libri n.111-112, Milano, Garzanti, 1975.
- I miserabili, traduzione di E. De Mattia[10], Milano, Bietti, 1932.
- I miserabili, traduzione di Valentino Piccoli, Milano, Rizzoli, 1935. - Collana BUR, Milano, Rizzoli, 1963; Introduzione di Victor Brombert, Milano, BUR, 1998-2025.
- I miserabili, traduzione di Marisa Zini, Torino, UTET, 1946. - 3 voll., Introduzione di Marc Le Cannu, Collana Oscar Classici nn.114-116, Milano, Arnoldo Mondadori Editore, 1988; con uno scritto di Charles Baudelaire, Milano, Mondadori, 2019-2025.
- I miserabili, traduzione di Anonimo, Milano, Cooperativa del Libro Popolare, 1949.
- I miserabili, traduzione di Fiorella Bruni, Roma, Gherardo Casini Editore, 1958. - Novara, De Agostini, 1983; Collana I Grandi Capolavori, Santarcangelo di Romagna, Rusconi, 2023, ISBN 978-88-180-3747-0.
- I miserabili, traduzione di Gennaro Auletta, Roma, Edizioni Paoline, 1959.
- I miserabili, trad. di Gastone Toschi, Introduzione di G. Valentini S.J., note di G. Valentini S.J. e G. Toschi, Milano, Bietti, 1966-1974.
- I miserabili, traduzione di Mario Picchi, Torino, Einaudi, 1983.
- I miserabili, Premessa, trad. e note di Liù Saraz, Introduzione di Giuseppe Anceschi, Milano, Garzanti, 1990.
- I miserabili, traduzione di E. De Mattia riveduta da Riccardo Reim, edizione curata e annotata da R. Reim, Roma, Newton Compton, 1995.
- I miserabili, traduzione di Marco Ferri, Collana I Classici Classici, Milano, Frassinelli, 1997, ISBN 88-76-844-38-4.

## Adattamenti

Jean Valjean, Cosette e Marius, interpretati da Gino Cervi, Valentina Cortese e Aldo Nicodemi ne I miserabili di Riccardo Freda.

### Filmografia
Innumerevoli film si ispirarono o rivisitarono l'opera di Hugo. Fra i più importanti vi sono:
- I miserabili (Les Misérables), film di Henri Fescourt (1925)
- I miserabili (Les misérables), film di Raymond Bernard (1934)
- Il sergente di ferro (Les Miserables) (1935), film di Richard Boleslawski
- I miserabili, film di Riccardo Freda (1948)
- I miserabili (Les miserables), film di Lewis Milestone (1952)
- I miserabili (Les misérables), film di Jean-Paul Le Chanois (1958)
- I miserabili, miniserie TV, regia di Sandro Bolchi (1964)
- Os Miseráveis, telenovela brasiliana (1967)
- I miserabili (Les misérables), miniserie TV, regia di Marcel Bluwal (1972)
- I miserabili (Les miserables), film TV, regia di Glenn Jordan (1978)
- I miserabili (Les misérables), film di Robert Hossein (1982)
- I miserabili (Les misérables), film Claude Lelouch (1995)
- I miserabili (Les misérables), film di Bille August (1998) con Liam Neeson, Geoffrey Rush e Uma Thurman
- I miserabili, miniserie TV, regia di Josée Dayan (2000) con Gérard Depardieu, John Malkovich e Charlotte Gainsbourg
- Les Misérables, film di Tom Hooper (2012) con Hugh Jackman, Russell Crowe e Anne Hathaway, trasposizione del musical di Claude-Michel Schönberg
- I miserabili (Les Misérables), miniserie TV, regia di Tom Shankland (2018) con Dominic West, David Oyelowo e Lily Collins
- I miserabili (Les Misérables), film diretto da Ladj Ly (2019)

### Teatro
Fra i molti adattamenti teatrali, il più degno di nota è probabilmente il musical Les Misérables, realizzato nel 1980 dal musicista Claude-Michel Schönberg e il librettista Alain Boublil, rappresentato pressoché ininterrottamente dalla data della sua uscita nei più prestigiosi teatri del mondo, compresa Broadway.

### Fumetto e animazione

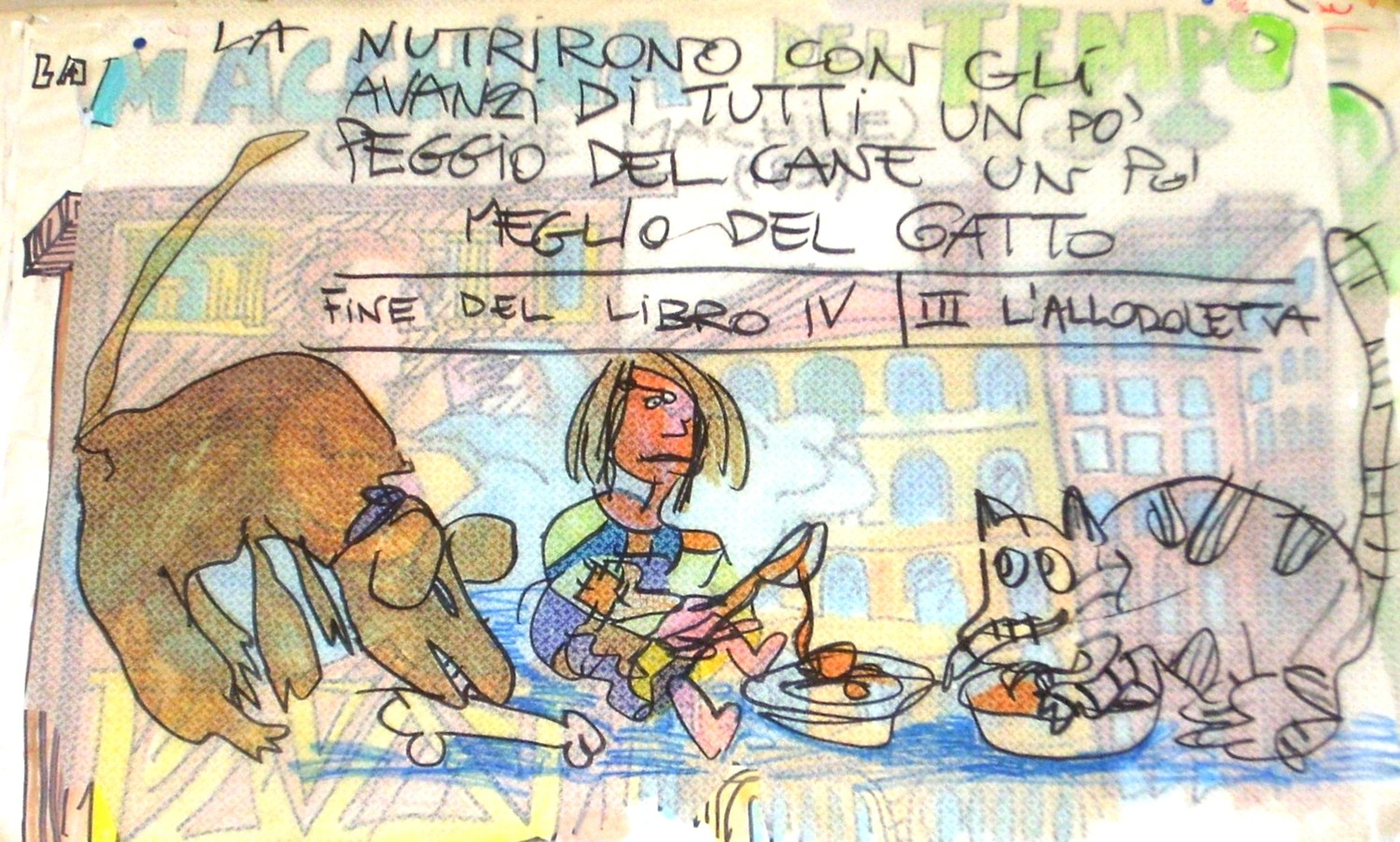
Illustrazione del personaggio di Cosette per I miserabili, cartellone disegnato da Massimo Presciutti, Laboratorio Linguistico Musicale, 2015 e Biblioteca Marucelliana, 2017.

- Una celebre trasposizione del libro in forma di parodia è stata realizzata a fumetti dal maestro Disney Giovan Battista Carpi. La storia, intitolata Il mistero dei candelabri, è stata pubblicata su Topolino nel 1987 (numeri 1743, 1744 e 1745) e vede protagonisti i personaggi Disney della "banda dei paperi" (Paperino, Paperon de' Paperoni e così via).
- Nella serie giapponese Le più belle favole del mondo (1976-1979) sono state realizzate due versioni animate dei primi due tomi dell'opera: una breve intitolata Cosetta, trasmessa nel 1977 (episodio 58, 20 minuti), e una più estesa e particolarmente fedele alla narrazione originale, intitolata I miserabili e trasmessa nel 1978 (episodi 92-104, 13 segmenti da 10 minuti).
- Un'altra serie animata è stata realizzata in Francia nel 1992 ed è stata mandata in onda in Italia su TMC nel contenitore Zap Zap nella seconda metà degli anni Novanta.
- Nel gennaio 2007 in Giappone è stata invece prodotta dalla Nippon Animation Les Misérables: Shōjo Cosette, una versione anime della storia, trasmessa in Italia nel 2010 col titolo Il cuore di Cosette.
- Rita e Runt, personaggi della serie animata Animaniacs, hanno fatto una parodia del musical de I miserabili (chiamata Les miseranimals).
- Dal 2013 al 2016 è stato serializzato un manga – scritto e disegnato da Takahiro Arai – liberamente ispirato all'opera, e pubblicato da Goen nel 2020 con il titolo I miserabili.
- Nel 2014 esce la riduzione a fumetti I miserabili di Victor Hugo, di Paolo Nizzi e Paolo Piffarerio, Allagalla, Tipografia A4 di Chivasso, ISBN 978-88-96457-19-1